# گراهام استیلول
گراهام استیلول (انگلیسی: Graham Stilwell؛ زاده ۱۵ نوامبر ۱۹۴۵) یک تنیس‌باز اهل بریتانیا بود.